# Nemesia fertoni
Nemesia fertoni är en spindelart som beskrevs av Simon 1914. Nemesia fertoni ingår i släktet Nemesia och familjen Nemesiidae. Utöver nominatformen finns också underarten N. f. sardinea.